# 佐野正安
佐野 正安（さの まさやす）は、戦国時代の三河国の武士。

## 生涯
三河国額田郡大幡、碧海郡野畑を領した武士で、西三河の有力国人・松平氏に従った。
享禄2年（1529年）松平清康による今橋城攻めに従軍し、城下の下地での合戦で戦功があったため、碧海郡下和田に所領を与えられた。三河一向一揆渦中の永禄7年（1564年）に清康の孫・家康より下和田領の安堵を受けていることが確認される。
子孫は引き続き松平・徳川氏に仕え、近世には多数の旗本家を出した。著名な子孫に佐野政言がいる。